# Wu xing

Wu xing: cykl tworzenia (czarne strzałki) i niszczenia (białe strzałki).

Wu xing (chiń. 五行; pinyin wǔ xíng) – teoria pięciu przemian (faz) w tradycyjnej filozofii chińskiej.
Słowo xing jest wieloznaczne. W różnych publikacjach sinologicznych tłumaczy się je jako „żywioły”, „elementy”, „fazy”. Są to kolejno:
- drzewo (木, pinyin mù)
- ogień (火, pinyin huǒ)
- ziemia (土, pinyin tǔ)
- metal (金, pinyin jīn)
- woda (水, pinyin shuǐ)

Pięć chińskich żywiołów działa w dwóch przeciwstawnych sobie kierunkach, zgodnie z zasadą yin i yang. Podlegają cyklowi niszczenia i odradzania. W cyklu niszczenia woda gasi ogień, ogień topi metal, metal niszczy drzewo, drzewo wrasta w ziemię, ziemia zasypuje wodę. W cyklu odradzania z wody rodzi się drzewo, z drzewa – ogień, z ognia (poprzez popiół) – ziemia, z ziemi wydobywa się metal, metal zamienia się w ciecz. Oba cykle regulują przyrodę i są źródłem jej zmienności.
Chińczycy uważali liczbę pięć za idealną. Odpowiadało jej pięć stron świata, pięć pór roku, pięć planet, pięć zbóż, pięć rodzajów istot żywych, pięć organów ciała, pięć barw, pięć smaków, pięć dźwięków muzycznych, pięć cnót, pięć cech charakteru, Pięcioksiąg konfucjański i kilkaset innych układów. Wszystkie działania musiały być zgodne z harmonią wu xing. Dlatego np. oficjalny strój zmieniał się w zależności od pory roku, a przestępcy byli traceni w czasie symbolizującej śmierć jesieni.